# Kaiserliches Postamt Elsterwerda
Das unter Denkmalschutz stehende Gebäude des ehemaligen Kaiserlichen Postamtes der südbrandenburgischen Kleinstadt Elsterwerda befindet sich an der Ecke Elsterstraße / Poststraße gegenüber dem städtischen Gebäude der „Sparkasse Elbe-Elster“.

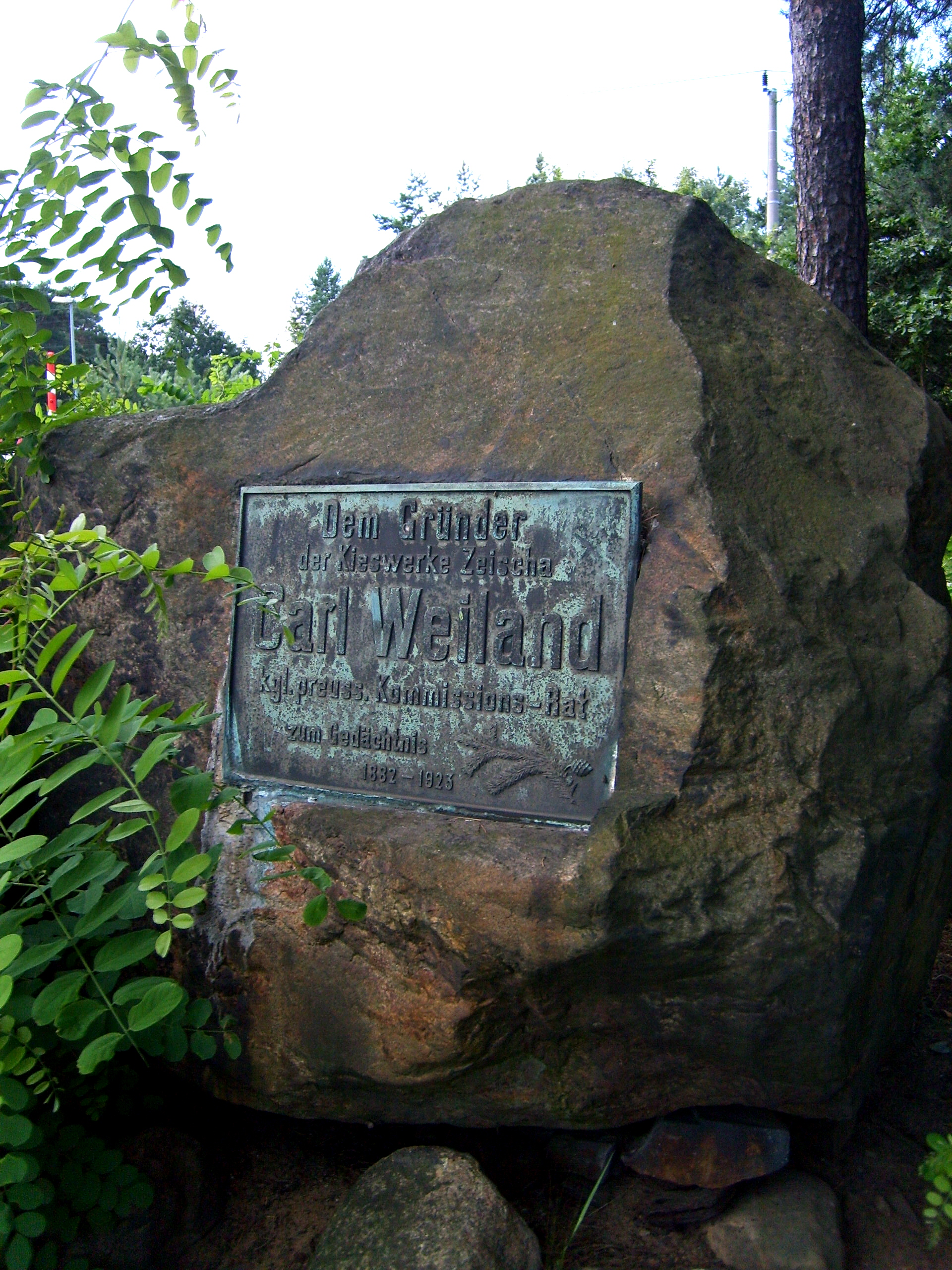
Carl Weiland-Gedenkstein am Bahnübergang zwischen Prieschka und dem Waldbad Zeischa.

## Geschichte
In der Stadt Elsterwerda befand sich bereits im Jahre 1685 ein Grenzpostamt. Lange Zeit wurde das Gebäude des heutigen Rathauses in der Hauptstraße als Posthalterei genutzt. Der Ein- und Ausspann der Pferde für die Postkutschen erfolgte am benachbarten Rautenkranz. Im Jahre 1879 wurde das Gebäude der Posthalterei von der Stadt Elsterwerda für 26400 Mark vom Posthalter Mittag erworben, um es in der Folgezeit als Rathaus und Amtsgericht zu nutzen. Es entstand schließlich die erste Postagentur der Stadt Elsterwerda, die von 1879 bis 1885 im heutigen Gebäude des Leder- und Spielwarengeschäfts am Markt 3 angesiedelt war. Anschließend befand sich ein Kaiserliches Postamt im 1994 abgerissenen Gebäude auf dem Grundstück in der Langen Straße 8 gegenüber dem ehemaligen Kaufhaus Galle. Hier befindet sich seit den 1990er Jahren der Neubau eines Wohn- und Geschäftshauses.
Um die Jahrhundertwende wurde es auf Grund des stetig ansteigenden Bevölkerungswachstums in Elsterwerda notwendig, ein neues Postamt zu bauen. Zum Vergleich: Allein in den Jahren von 1875 bis 1910 war die Einwohnerzahl in Elsterwerda von 1793 auf 4224 gestiegen, womit sich die Bevölkerung in der Stadt mehr als verdoppelt hatte. Der Liebenwerdaer Königliche Kommissionsrat und Bauunternehmer Carl Weiland ließ deshalb vom Elsterwerdaer Maurermeister Friedrich Jage nach seinen eigenen Entwürfen und  Plänen von C. Weiland im Jahre 1904 ein Postamt bauen, welches am 1. April 1905 zur Miete bezogen wurde. Die jährliche Pachtsumme betrug 3.252 Mark. Der Postinspektor Rehse aus Lyck war der erste Postdirektor im neuen Gebäude. 1925 kaufte die zuständige Oberpostdirektion das Gebäude zum Preis von 53.000 Reichsmark. Zwei Jahre später erfolgte ein Um- und Erweiterungsbau. Das Fernamt wurde am 3. März 1928 in Betrieb genommen.
Zehn Jahre nach der Wende wurde 1999 das Postamt in Elsterwerda geschlossen und in der Packhofstraße eine Postagentur eingerichtet. Anschließend wurde es einige Zeit von einem örtlichen Bildungsträger für die Um- und Weiterbildung genutzt. Nachdem das Gebäude seit mehreren Jahren leer stand, wird es gegenwärtig umfangreich ausgebaut.